# Alan Jay Lerner
Alan Jay Lerner (n. 31 august 1918, New York City, New York, SUA – d. 14 iunie 1986, New York City, New York, SUA) a fost un textier și libretist american . În colaborare cu Frederick Loewe și mai târziu cu Burton Lane , a creat unele dintre cele mai populare și durabile opere de teatru muzical din lume, atât pentru scenă, cât și pentru film. Lerner a câștigat trei premii Tony și trei premii Oscar , printre alte distincții.

## Viața timpurie și educație
Născut în New York City , a fost fiul lui Edith Adelson Lerner și Joseph Jay Lerner, al căror frate, Samuel Alexander Lerner, a fost fondatorul și proprietarul Lerner Stores , un lanț de magazine de îmbrăcăminte. Unul dintre verișorii lui Lerner a fost comediantul de radio și panelist de televiziune Henry Morgan . Lerner a fost educat la Bedales School din Anglia, The Choate School (acum Choate Rosemary Hall) din Wallingford, Connecticut, (unde a scris „The Choate Marching Song”) și Harvard . A urmat atât tabăra Androscoggin , cât și tabăra Greylock .  Atât la Choate, cât și la Harvard, Lerner a fost coleg de clasă cu John F. Kennedy; la Choate lucraseră împreună la personalul anuarului.  Ca și Cole Porter de la Yale și Richard Rodgers de la Columbia , cariera sa în teatrul muzical a început cu contribuțiile sale colegiale, în cazul lui Lerner la musicalurile anuale Harvard Hasty Pudding .  În verile anilor 1936 și 1937, Lerner a studiat compoziția muzicală la Juilliard . În timp ce mergea la Harvard, și-a pierdut vederea la ochiul stâng din cauza unui accident pe ringul de box. În 1957, Lerner și Leonard Bernstein , un alt colegi de facultate ai lui Lerner, au colaborat la „Lonely Men of Harvard”, un salut sincer către alma mater.

## Cariera
Din cauza rănii sale la ochi, Lerner nu a putut servi în al Doilea Război Mondial . În schimb, a scris scenarii radio, inclusiv Your Hit Parade , până când i s-a prezentat compozitorului austriac Frederick Loewe , care avea nevoie de un partener, în 1942 la Lamb's Club . Pe când era la Lamb's, l-a întâlnit și pe Lorenz Hart , cu care va colabora și el. 
Prima colaborare a lui Lerner și Loewe a fost o adaptare muzicală a farsei lui Barry Conners, The Patsy, numită Life of the Party for a Detroit stock company . Versurile au fost în mare parte scrise de Earle Crooker, dar el părăsise proiectul, partitura având nevoie de o îmbunătățire semnificativă. S-a bucurat de o cursă de nouă săptămâni și a încurajat duo-ul să-și unească forțele cu Arthur Pierson pentru What's Up? , care a fost deschis pe Broadway în 1943. A avut loc pentru 63 de spectacole și a fost urmat doi ani mai târziu de The Day Before Spring . 
Primul lor hit a fost Brigadoon (1947), o fantezie romantică care are loc într-un sat mistic scoțian, regizat de Robert Lewis . A fost urmată în 1951 de povestea Goana aurului, Pictează-ți căruța . În timp ce spectacolul a durat aproape un an și a inclus cântece care au devenit ulterior standarde pop, a avut mai puțin succes decât lucrarea anterioară a lui Lerner. El a spus mai târziu despre Paint Your Wagon , că a fost „un succes, dar nu un succes”. 
Lerner a lucrat cu Kurt Weill la musicalul de scenă Love Life (1948) și Burton Lane la filmul musical Royal Wedding (1951). În același an, Lerner a scris și scenariul original câștigător al Oscarului pentru Un american la Paris , produs de Arthur Freed și regizat de Vincente Minnelli . Aceasta a fost aceeași echipă care s-a alăturat mai târziu cu Lerner și Loewe pentru a crea Gigi .
În 1956, Lerner și Loewe au dezvăluit My Fair Lady . Până atunci, de asemenea, Lerner și Burton Lane lucrau deja la un musical despre Li'l Abner . Gabriel Pascal deținea drepturile asupra lui Pygmalion , care nu a avut succes cu alți compozitori care au încercat să-l adapteze într-un musical. Arthur Schwartz și Howard Dietz au încercat mai întâi, apoi Richard Rodgers și Oscar Hammerstein al II-lea au încercat, dar au renunțat și Hammerstein i-a spus lui Lerner: „ Pygmalion nu a avut un subplot”. Adaptarea lui Lerner și Loewe după Pigmalionul lui George Bernard Shawși-a păstrat comentariul social și a adăugat cântece adecvate pentru personajele lui Henry Higgins și Eliza Doolittle, interpretate inițial de Rex Harrison și Julie Andrews . A stabilit recorduri la box-office la New York și Londra. Când a fost adusă pe ecrane în 1964, versiunea filmului a câștigat opt premii Oscar, inclusiv cel mai bun film și cel mai bun actor pentru Rex Harrison.
Succesul lui Lerner și Loewe a continuat cu următorul lor proiect, o adaptare cinematografică a poveștilor din Colette , filmul musical Gigi , câștigător al Premiului Oscar, cu Leslie Caron , Louis Jourdan și Maurice Chevalier în rolurile principale . Filmul a câștigat toate cele nouă nominalizări la Oscar, un record la acea vreme și un Oscar special pentru co-starul Maurice Chevalier.
Parteneriatul Lerner-Loewe s-a spart sub stresul producerii lui Arthurian Camelot în 1960, Loewe rezistând dorinței lui Lerner de a regiza și de a scrie, când regizorul original Moss Hart a suferit un atac de cord în ultimele luni de repetiții și a murit la scurt timp după spectacol. premieră. Lerner a fost internat cu ulcere sângerânde, în timp ce Loewe a continuat să aibă probleme cu inima. Cu toate acestea, Camelot a fost un hit și imediat după asasinarea lui John F. Kennedy, văduva sa i-a spus reporterului Theodore H. White că administrația lui JFK i-a amintit de „unul scurt moment strălucitor” al lui Lerner și Loewe Camelot . De la începutul secolului 21, Camelota fost încă invocat pentru a descrie idealismul, romantismul și tragedia din anii Kennedy. 
Loewe s-a retras la Palm Springs, California , în timp ce Lerner a trecut printr-o serie de musicaluri - unele de succes, altele nu - cu compozitori precum André Previn ( Coco ), John Barry ( Lolita, My Love ), Leonard Bernstein ( 1600 Pennsylvania Avenue ), Burton Lane ( Carmelina ) și Charles Strouse ( Dance a Little Closer , bazat pe filmul, Idiot's Delight , supranumit Close A Little Faster de umoriștii de la Broadway pentru că s-a închis în seara de deschidere). Majoritatea biografilor [ cine? ]da vina pe declinul profesional al lui Lerner pe lipsa unui regizor puternic cu care Lerner să poată colabora, așa cum a făcut Neil Simon cu Mike Nichols sau Stephen Sondheim cu Harold Prince . (Moss Hart, care a regizat My Fair Lady, a murit la scurt timp după deschiderea lui Camelot ). În 1965, Lerner a colaborat din nou cu Burton Lane la musicalul On a Clear Day You Can See Forever , care a fost adaptat pentru film în 1970. În acest moment, Lerner a fost angajat de producătorul de film Arthur P. Jacobs pentru a scrie un tratament pentru un film viitor. proiect, doctor Dolittle, dar Lerner și-a abrogat contractul după câteva luni neproductive de amânare necomunicativă și a fost înlocuit cu Leslie Bricusse .  Lerner a fost inclus în Songwriters Hall of Fame în 1971.
În 1973, Lerner l-a convins pe Loewe să iasă din pensie pentru a mări partitura Gigi pentru o adaptare muzicală pe scenă . În anul următor, au colaborat la o versiune muzicală a filmului Micul Prinț , bazată pe povestea clasică pentru copii de Antoine de Saint-Exupéry . Acest film a fost un eșec critic și de box office, dar a câștigat un public modern. [ necesită citare ]
Autobiografia lui Lerner, The Street Where I Live (1978), a fost o relatare a trei dintre colaborările de succes ale lui și ale lui Loewe, My Fair Lady , Gigi și Camelot , împreună cu informații personale. În ultimul an de viață, a publicat Teatrul muzical: o sărbătoare , o istorie bine revizuită a teatrului, cu anecdote personale și umor. Revizorul Los Angeles Times a scris: „Există mai multe motive pentru care această carte reprezintă o introducere excelentă în teatrul muzical. Unul este că Lerner știe exact ce a fost nou și când și de ce... În „The Musical Theatre”, unul este la curent cu judecata unui om... care își exprimă opiniile într-o manieră directă, caldă și personală.”O carte cu versurile lui Lerner, intitulată A Hymn To Him , editată de un scriitor britanic Benny Green , a fost publicată în 1987.
La momentul morții lui Lerner, el lucra cu Gerard Kenny și Kristi Kane la Londra la o versiune muzicală a filmului My Man Godfrey . De asemenea, primise un apel urgent de la Andrew Lloyd Webber , cerându-i să scrie versurile pentru Fantoma Operei . A scris „ Mascarade ”, dar apoi l-a informat pe Webber că vrea să părăsească proiectul pentru că își pierde memoria (avusese cancer pulmonar metastatic) și Charles Hart l-a înlocuit.  El a refuzat o invitație de a scrie versurile în limba engleză pentru versiunea muzicală a Les Misérables . 
După moartea lui Lerner, Paul Blake a făcut o revistă muzicală bazată pe versurile și viața lui Lerner, intitulată Almost Like Being In Love , care a inclus muzică de Loewe, Lane, Previn, Strouse și Weill.  Spectacolul a rulat timp de 10 zile la Herbst Theatre din San Francisco .